# Kolkka (udde i Finland)
Kolkka är en udde i Finland. Den är en del av ön Runsala och ligger i Åbo i landskapet Egentliga Finland, i den sydvästra delen av landet, 160 km väster om huvudstaden Helsingfors.
Terrängen inåt land är platt. Havet är nära Kolkka åt sydväst. Runt Kolkka är det tätbefolkat, med 735 invånare per kvadratkilometer. Närmaste större samhälle är Åbo, 10,2 km öster om Kolkka. 